# Arch West
Arch West (1914 - Dallas, 20 de setembro de 2011) foi o inventor do salgadinho Doritos. Durante seu funeral foi jogado o salgadinho que criara em sua tumba, como forma de homenagem.
West era líder da empresa de salgadinhos Frito-Lay. Desenvolveu o Doritos após tirar férias em San Diego e comer num restaurante um chip de milho frito. Então, em 1964 criou o salgadinho de forma triangular e sabor picante.